# 핫초보리역
핫초보리역(일본어: 八丁堀駅, はっちょうぼりえき)은 일본 도쿄도 주오구에 있는 철도역이다.

## 역 구조

### 도쿄 지하철
섬식 승강장 1면 2선의 지하역. 섬식 승강장에서 천장이 높아 공간이 넓지만 과거는 개장 전의 나카오카치마치 역처럼 역 구내의 조명이 적고, 어두웠다.
가야바초 방향에 Y자형의 정기 왕복선이 있지만 나카메구로 행 첫차밖에 사용되지 않는다. 반대로 당역종착 열차 설정이 없는 평일은 기타센주 방면에서, 토요일・공휴일은 나카메구로 방면에서 회송된다.
에스컬레이터는 개찰 내에 있고, 가야바초 방향에서 승강장과 연결된다. 엘리베이터는 개찰 외에 있는, A2・A3출입구와 승강장을 연결한다.

#### 승강장
| 1 | 히비야 선 | 긴자・롯폰기・나카메구로 방면        |
| 2 | 히비야 선 | 우에노・기타센주・도부 동물공원 방면 |

### 동일본 여객철도
섬식 승강장 1면 2선의 지하역. 승강장은 히비야 선보다 더 깊은 위치에 있다. 히비야 선의 나카메구로 방향과 게이요 선 도쿄 방향에서 두 노선이 서로 교차한다. 개찰구와 승강장을 연결하는 에스컬레이터와 엘리베이터가 설치되어 있다.
직영역이며 이전에는 미도리창구가 설치되어 있었지만, 지정석 매표기가 설치되면서 영업을 종료했다.
개업 당초에는 토요일・공휴일 다이어에서 쾌속은 당역을 통과했으나 후에 평일 열차 운행표와 마찬가지로 정차하게 되었다.

#### 승강장
| 1 | 게이요 선                 | 신키바・가이힌 마쿠하리・소가 방면                    |
| 1 | 무사시노 선으로 직결 운행 | 니시후나바시・신마쓰도・무사시우라와・후추혼마치 방면 |
| 2 | 게이요 선                 | 도쿄 행                                               |

## 역세권 정보
- 스미다강
- 도영 지하철 아사쿠사 선 다카라초 역
- 도쿄 지하철 긴자 선 교바시역
- 도쿄 지하철 유라쿠초 선 신토미초역
- 호케 클럽 도쿄 핫초보리
- 호텔 사도니스 도쿄

## 역사
- 1963년 2월 28일: 히비야 선의 철도역이 영업 개시.
- 1990년 3월 10일: 게이요 선의 철도역이 영업 개시.
- 2001년 11월 18일: JR동일본에 Suica 공용 개시.
- 2007년 3월 18일: 도쿄 메트로에 PASMO 공용 개시.
- 2009년 9월: 역 구내 냉방 사용 개시.
- 2010년 10월 31일: 게이요 선의 미도리창구 영업 종료.
- 2020년 6월 6일: 히비야 선에 도라노몬 힐스 역이 영업을 개시함에 따라 히비야 선의 역 번호를 H 11에서 H 12으로 변경.

## 사진

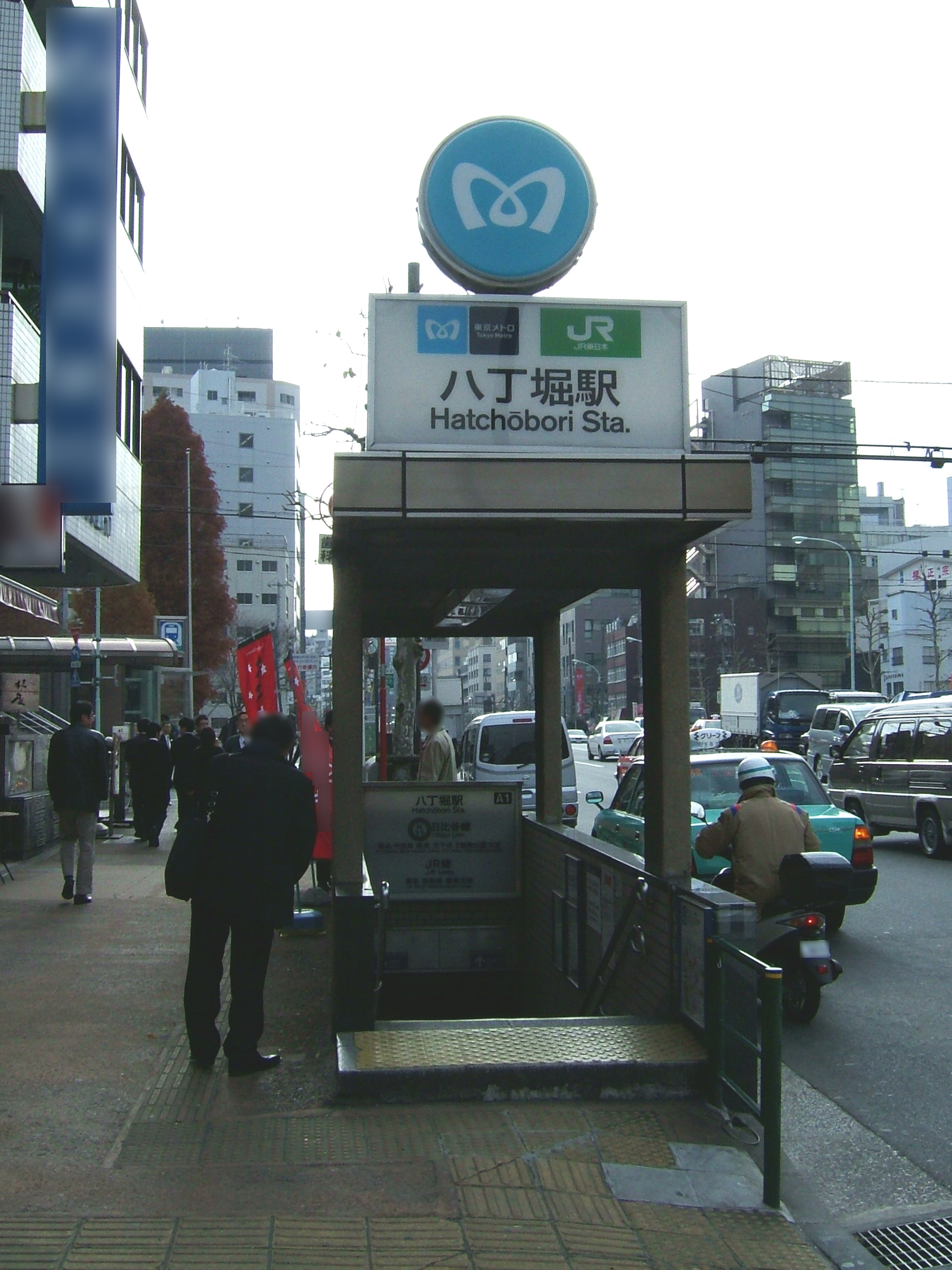
A1 출입구

## 인접역
| 도쿄 메트로 2호선           | 도쿄 메트로 2호선                | 도쿄 메트로 2호선                     |
| --------------------------- | -------------------------------- | ------------------------------------- |
| H 11 쓰키지 나카메구로 방면 | 히비야 선                        | 가야바초 H 13 기타센주 방면           |
| 동일본 여객철도 게이요 선   |                                  |                                       |
| JE 01 도쿄 방면             | 게이요 선 게이요 쾌속 · 통근쾌속 | JE 05 신키바 소가 방면                |
| JE 01 도쿄 방면             | 게이요 선 · 무사시노 선 각역정차 | JE 03 엣추지마 소가 · 후추혼마치 방면 |